# Federazione di rugby a 15 della Giamaica
La Federazione di rugby a 15 della Giamaica (in inglese Jamaica Rugby Football Union) è l'organo che governa il Rugby a 15 in Giamaica.
Affiliata a World Rugby, è inclusa fra le nazionali di terzo livello senza esperienze di Coppa del Mondo.